# Güeldres Prusiano
El Güeldres Prusiano (en neerlandés: Pruisisch Gelre; en alemán: Preußisch Geldern) era la parte del Ducado de Güeldres gobernado por el Reino de Prusia a partir de 1713. Su capital era Geldern. 
El Cuartil del Alto Ducado de Güeldres era parte de los Países Bajos Españoles para fines del siglo XVII. En el Tratado de Utrecht de 1713 durante la guerra de Sucesión Española, este Cuartil del Alto Güeldres fue dividido entre la República Holandesa, Austria y Prusia. Junto a Geldern, otras ciudades en el ducado prusiano fueron Grefrath, Horst, Kevelaer, Mook en Middelaar, Rheurdt, Straelen, Venray, Wachtendonk y Viersen, la última de las cuales era un exclave rodeado por el Ducado de Jülich. El Güeldres Prusiano era parte del Círculo de Baja Renania-Westfalia dentro del Sacro Imperio Romano Germánico.
El Güeldres Prusiano fue ocupado por la Francia Revolucionaria en 1794 y más tarde anexionado a la Primera República Francesa como parte del Departamento Roer. Después de las Guerras Napoleónicas, las regiones occidentales pasaron a formar parte del Reino de los Países Bajos, mientras que las regiones orientales, como Geldern y Viersen, pasaron a formar parte de la nueva provincia de Jülich-Cléveris-Berg prusiana. Estas últimas regiones, aunque lingüísticamente y culturalmente eran holandesas, rápidamente fueron germanizadas.